# Mohenjo Daro
Pour plus de détails, voir Fiche technique et Distribution.
Mohenjo Daro (मोहनजोदड़ो) est un film historique indien, écrit et réalisé par Ashutosh Gowariker, sorti en 2016.
Le film se déroule au XXIe siècle av. J.-C. Il met en scène l'histoire d'un fermier sans histoire qui se rend à Mohenjo Daro, s'éprend d'une femme issue d'un rang supérieur, puis doit affronter l'élite de la ville et lutter pour sauver la population et sa civilisation,,,.

## Synopsis
L'action se déroule à l'époque de la civilisation de la vallée de l’Indus, au XXIe siècle av. J.-C., dans l'une des plus anciennes villes du monde, Mohenjo Daro. La ville est gouvernée par Maham, le chef du sénat. Malhonnête et très cruel, sa cupidité est sur le point de détruire la cité. Sarman (Hrithik Roshan), un jeune et courageux cultivateur d'indigo, se rend à Mohenjo Daro pour y échanger ses produits au marché. Il tombe alors amoureux de Chaani (Pooja Hegde). Fille d'un chef religieux, il lui a été prédit qu'elle serait à l’origine d’une nouvelle société. À sa naissance, elle a été promise à Moonja (Arunoday Singh), le fils de Maham. À l’issue d'une épreuve de force entre les deux hommes, Sarman va non seulement apprendre sa véritable identité et la raison de son lien fort à Mohenjo Daro mais aussi mettre en place le nouvel ordre, même si cela signifie sacrifier la vieille ville aux mains de la divinité de la rivière.

## Fiche technique
Sauf indication contraire, les informations mentionnées dans cette section peuvent être confirmées par la base de données cinématographiques IMDb,  présente dans la section « Liens externes ».
- Titre : Mohenjo Daro
- Titre original : मोहनजोदड़ो
- Réalisation : Ashutosh Gowariker
- Scénario : Ashutosh Gowariker
- Casting : Nalini Rathnam
- Dialogues : Preeti Mamgain
- Direction artistique : Sanjay Karole
- Costumes : April Ferry, Neeta Lulla
- Maquillage : Nicole Demers
- Son : Parikshit Lalwani, Kunal Mehta
- Photographie : C.K. Muraleedharan (en)
- Montage : Sandeep Francis
- Musique : Ishaan Chhabra, A.R. Rahman
- Production : Sunita Gowariker, Siddharth Roy Kapur
- Sociétés de production : Ashutosh Gowariker Productions Pvt. Ltd., UTV Motion Pictures
- Sociétés de distribution : UTV Motion Pictures
- Société d'effets spéciaux : Drishyam Studios
- Pays d'origine :  Inde
- Langues : Hindi
- Format : Couleurs - 2,35:1 - DTS / Dolby Digital / SDDS - 35 mm
- Genre : Action, aventure, drame, histoire, romance
- Durée : 150 minutes (2 h 30)
- Dates de sorties en salles :
  -  Inde : 12 août 2016

## Distribution
- Hrithik Roshan : Sarman[5]
- Pooja Hegde : Chaani[5]
- Kabir Bedi : Maham
- Arunoday Singh : Moonja
- Nitish Bharadwaj : Durjan
- Sharad Kelkar : Surjan
- Manish Choudhary : Le prêtre
- Diganta Hazarika : Lother

## Autour du film

### Anecdotes
- Ashutosh Gowariker a passé trois ans à développer le projet en collaboration avec des archéologues spécialisés pour garantir l'authenticité du film.

## Bande originale
La bande originale du film, composée par A.R. Rahman, est sa quatrième collaboration avec Ashutosh Gowariker. Elle comprend huit chansons, écrites par Javed Akhtar. Elles sont chantées, pour la plupart, par Arjun Chandy et Sanah Moidutty, suivis d'autres interprètes, qui apparaissent également dans la bande originale.
| 1.    | Mohenjo Mohenjo       | A. R. Rahman, Arijit Singh, Bela Shende, Sanah Moidutty | 6:22 |
| 2.    | Sindhu Ma             | A. R. Rahman, Sanah Moidutty, Megh Shah                 | 5:47 |
| 3.    | Sarsariya             | Shashwat Singh, Shashaa Tirupati                        | 6:10 |
| 4.    | Tu Hai                | A. R. Rahman, Sanah Moidutty                            | 3:59 |
| 5.    | Whispers of the Mind  | Arjun Chandy                                            | 4:16 |
| 6.    | Whispers of the Heart | Arjun Chandy                                            | 3:51 |
| 7.    | The Shimmer of Sindhu | Keba Jeremiah, Kareem Kamalakar                         | 3:21 |
| 8.    | Lakh Lakh Thora       | Tapas Roy, Naveen Kumar                                 | 3:01 |
| 36:47 |                       |                                                         |      |